# Dowsons Gut
Dowsons Gut ist ein so genannter ghaut (gut), ein ephemeres Gewässer ähnlich einer Fiumara, auf St. Kitts, im karibischen Inselstaat St. Kitts und Nevis.

## Geographie
Der Fluss entspringt im Norden von St. Kitts, am Hang des Mount Liamuiga. Er verläuft den steilen Hang hinab nach Norden und mündet bald zwischen Saddlers und Tabernacle in den Karibische Meer.